# Quatuor Borromeo
Le Quatuor Borromeo (Borromeo String Quartet en anglais) est un quatuor à cordes américain fondé en 1989.

## Historique
Le Quatuor Borromeo, dont le nom se réfère aux îles Borromées, est un quatuor à cordes américain fondé en 1989 par des étudiants du Curtis Institute,.
L'ensemble étudie au New England Conservatory of Music de Boston avec Eugen Lehner et Louis Krasner et travaille avec les membres des quatuors Amadeus, Juilliard et Smetana.
En 1990, la formation est lauréate du Concours international de quatuors à cordes d'Évian.
Depuis 1992, le Quatuor Borromeo est quatuor en résidence au New England Conservatory.

## Membres
Les membres de l'ensemble sont :
- premier violon : Nicholas Kitchen ;
- second violon : Ruggero Allifranchini (1989-2000), William Fendkenheuer (2000-2006), Kristopher Tong (depuis 2006) ;
- alto : Hsin-Yun Huang (1989-2000), Mai Motobuchi (à partir de 2000) ;
- violoncelle : Yeesun Kim.